# شريان زاوي
الشريان الزاوي هو الجزء النهائي للشريان الوجهي. يصعد هذا الشريان للزاوية الأنسية لحجاج العين، تحتويهما ألياف الطرف الزاوي العضلة المربعة للشفة العلوية، والتي تترافق مع الوريد الزاوي.
يقوم الشريان بتوزيع تفرعات على الخدود والتي تتفاغر مع شريان تحت الحجاج، بعد أن تغذي الكيس الدمعي، والعضلة الدويرية العينية، حيث ينتهي الشريان بالتفاغر مع التفرع الأنفي الظهري للشريان العيني.

## صور إضافية

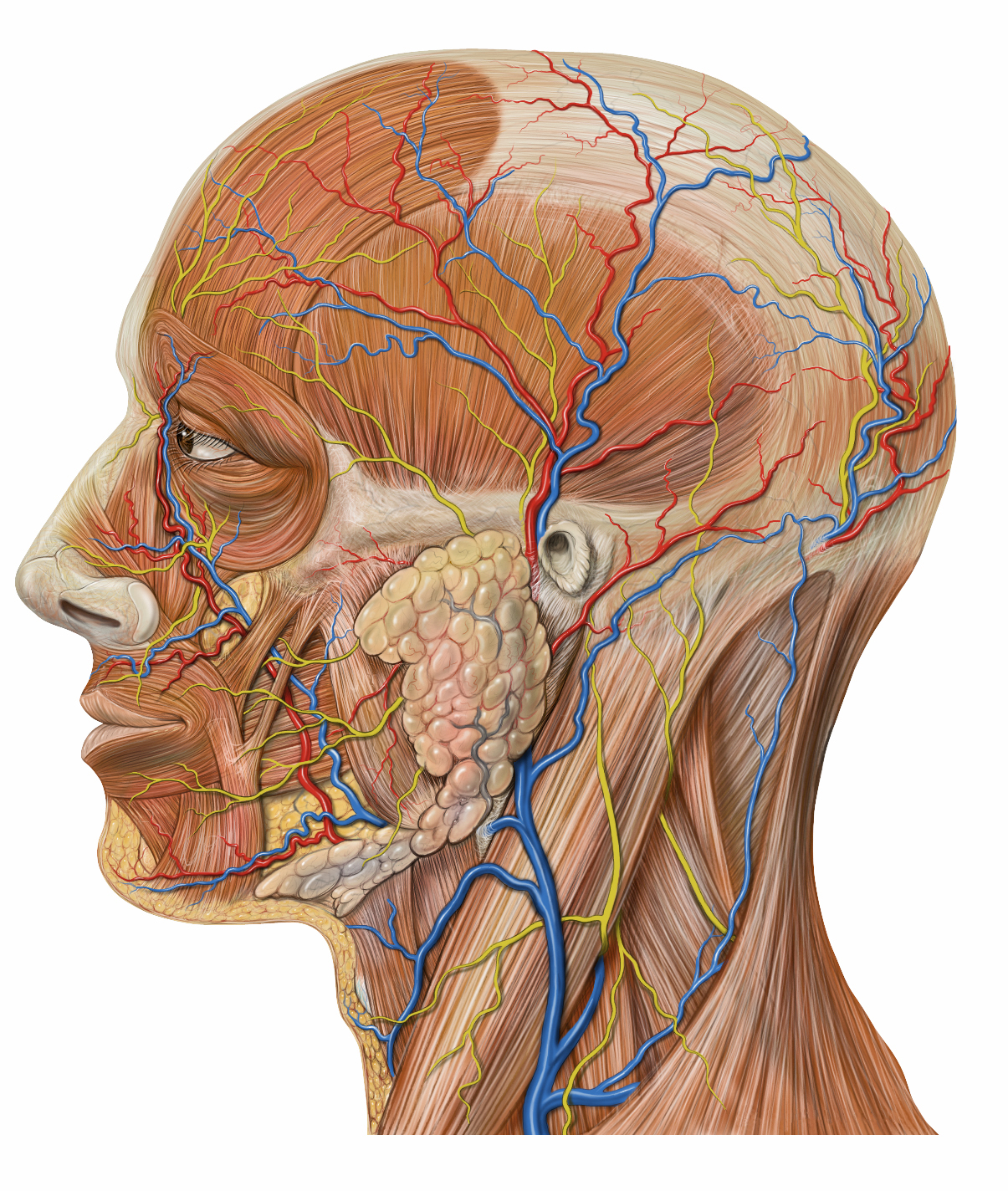
تفاصيل تشريح الجزء الجانبي للرأس
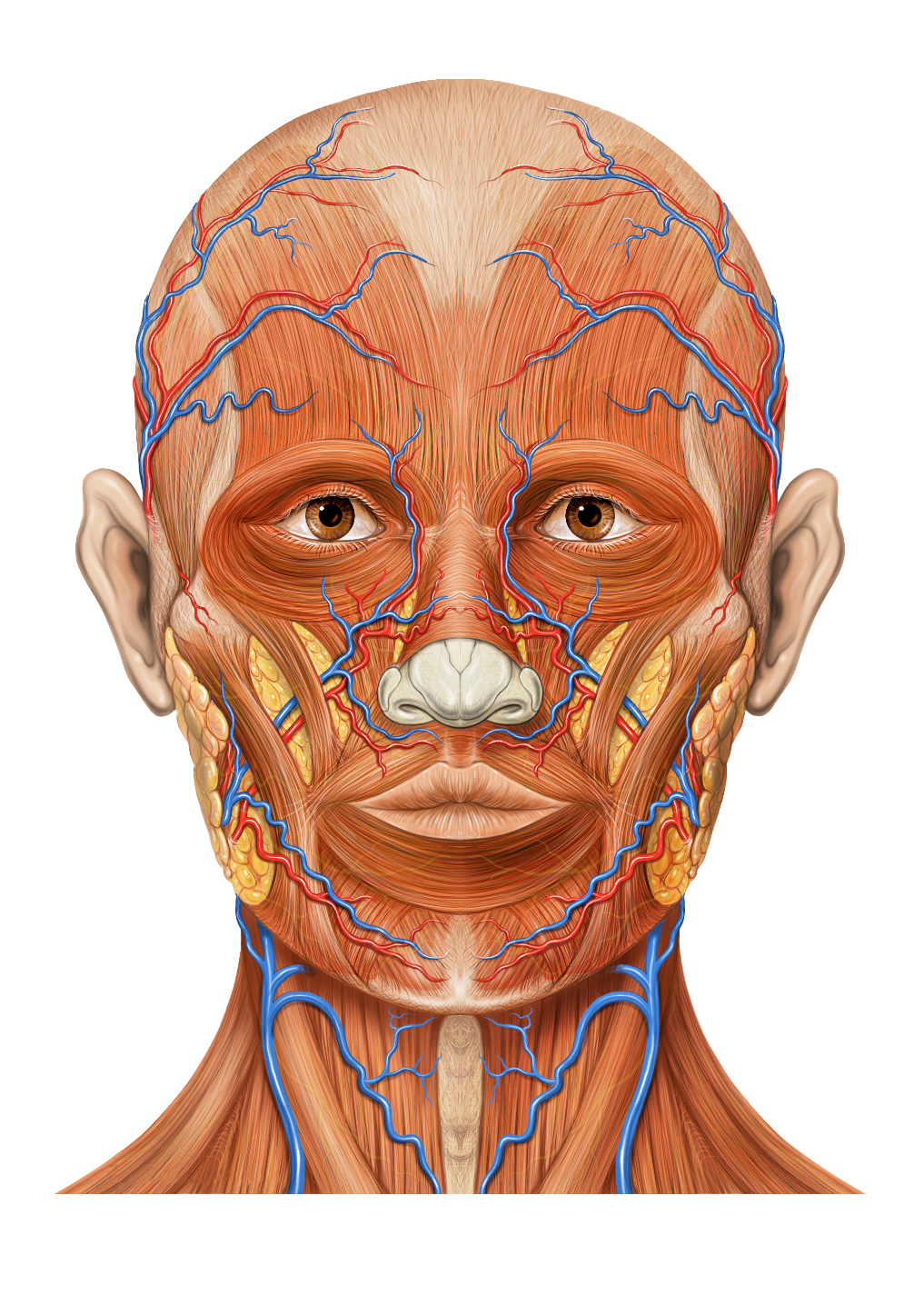
تشريح الرأس (منظر أمامي)

## روابط خارجية
- Angular+artery في قاموس إي ميديسين

- Diagram at stchas.edu